# Alter jüdischer Friedhof (Švihov u Klatov)
Koordinaten: 49° 28′ 43,9″ N, 13° 17′ 38,3″ O

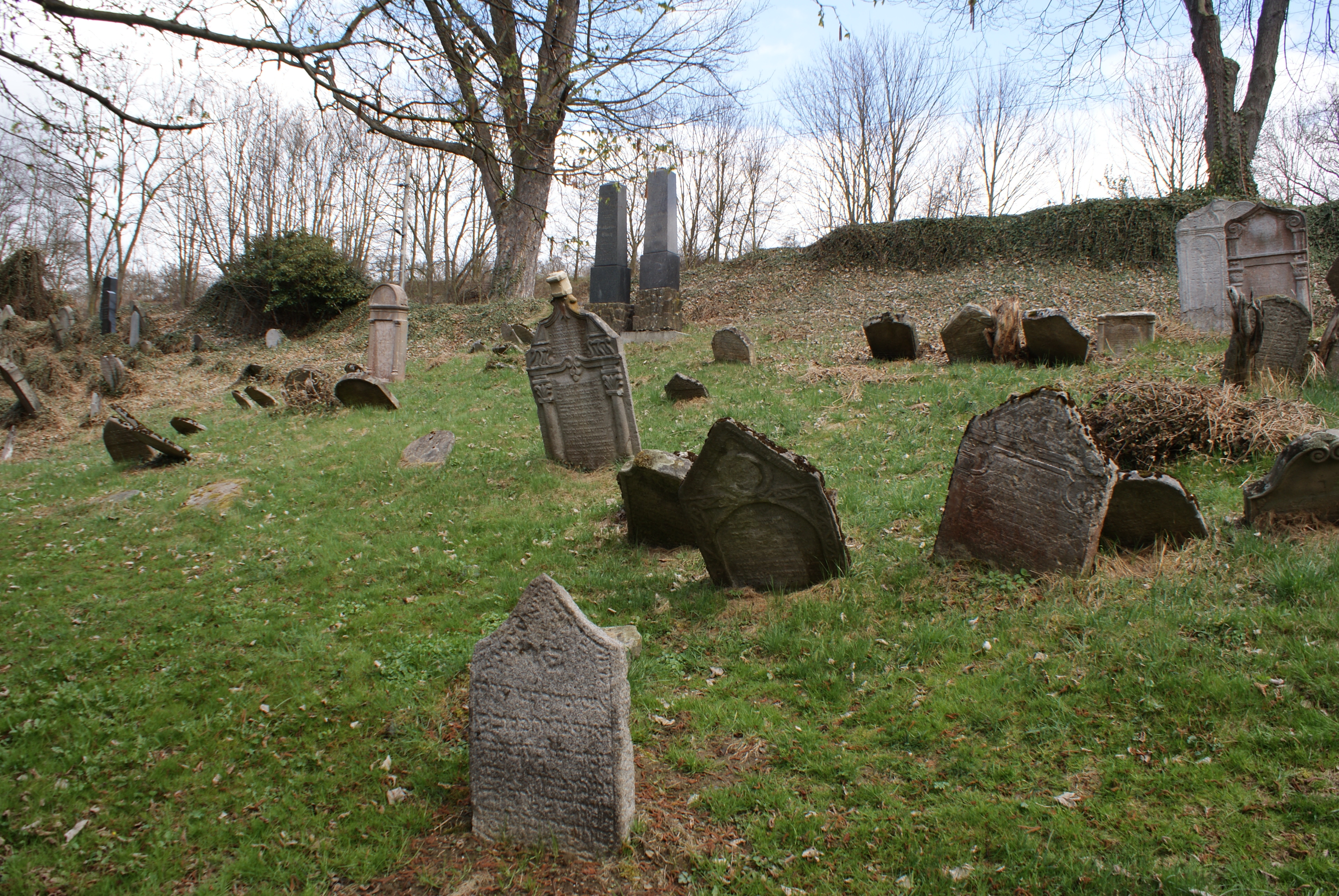
Alter jüdischer Friedhofs in Švihov u Klatov

Der Alte jüdische Friedhof in Švihov u Klatov (deutsch Schwihau), einer Stadt im Okres Klatovy in Tschechien, wurde vermutlich um 1640/1650 angelegt. Der jüdische Friedhof ist seit 1988 ein geschütztes Kulturdenkmal.
Auf dem Friedhof befinden sich heute noch circa 140 Grabsteine. Auf dem Friedhof wurden auch die verstorbenen Juden aus den umliegenden Dörfern bestattet.
Um 1875 wurde der Neue jüdische Friedhof angelegt, der kaum belegt ist.